# Edificio Olympo
Le Edificio Olympo est un gratte-ciel de la ville de Santa Cruz de Tenerife (îles Canaries, Espagne). Achevé en 1975, il compte 19 étages et atteint une hauteur de 57 mètres. Il est situé sur la Plaza de la Candelaria, non loin d'autres gratte-ciel, tels que les Torres de Santa Cruz et le Rascacielos de la avenida Tres de Mayo. Il a une architecture innovante et distinctive. Son utilisation principale est: résidentiel, bureaux et centre commercial.